# Folwark zwierzęcy (film 1954)
Folwark zwierzęcy (ang. Animal Farm) – brytyjski film animowany z 1954 roku. Adaptacja powieści George'a Orwella o tym samym tytule

## Wersja polska
W Polsce film został wydany na VHS. Dystrybucja Gaby International. Wersja z angielskim dubbingiem i polskim lektorem, którym był Janusz Szydłowski.

## Opis fabuły[2]
Zwierzęta pewnego folwarku wypędzają gospodarza i przejmują władzę. Wkrótce jednak władzę nad zwierzętami przejmują świnie, zmuszając je do jeszcze cięższej pracy.

## Obsada[3]
- Gordon Heath – narrator (głos)
- Maurice Denham – wszystkie zwierzęta (głos)